# 쇼티
쇼티(조지아어: შოთი)는 조지아의 빵이다. 하얀색의 밀가루로 만들어지며 모양은 보통 카누 보트처럼 생겼다.

## 같이 보기
- 조지아 요리